# 바심 (가수)
바심(Basim, 본명: 아니스 바심 무자히드(Anis Basim Moujahid), 1992년 4월 4일 ~ )은 덴마크의 모로코계 가수이다. 유로비전 송 콘테스트 2014에서 덴마크 대표로 참가했다.